# Mombasa
Mombasa je mesto v Keniji na afriški obali Indijskega oceana. Za prestolnico Nairobi  je drugo največje mesto v državi. ki je imelo leta 2014 približno 1,2 milijona prebivalcev. Mombasa je upravno središče Okrožja Mombasa. 
Je regionalno kulturno, gospodarsko in turistično središče z izredno velikim pristaniščem in mednarodnim letališčem. Zaradi svoje strateška lege ob Indijskem oceanu je bila več stoletij pomembno trgovsko središče